# Іван Черевчей
Іва́н Черевче́й (? — 1540) — діяч київського магістрату, війт Києва в 1528–1540 роках.

## Життєпис
Походив з хрещеного татарського роду Черевчеїв (Шереуши). Належав до шляхти або міщан, достеменно не встановлено. Займався торгівлею з Західною Європою. Ймовірно, у 1510-х роках був активним членом київського магістрату, обіймаючи посади райця і радця. Напевне, був серед тих, хто в 1514–1516 роках звертався до короля Сигізмунда I щодо підтвердження магдебурзького права і розширення прав магістрату.
Перша згадка відноситься до 1524 року, коли спочатку став радцем Старої ради (до неї належали вихідці з «патриціанських» (старих) родів міста), а незабаром став бурмистром. У липні того ж року з ним судився війт Ян (прізвище невідоме), оскільки Черевчей перебрав на себе частину війтівських доходів, чим завдав війтові збитку у 100 кіп литовських грошей і надалі відмовлявся їх сплатити.
Невідомо про хід протистояння з війтом, проте вже на початку 1528 року Черевчея обрано війтом. 30 червня того ж року було видано королівський привілей на війтівство для Івана Черевчея. Останній спільно з магістратом розпочав діяльність зі збереження та розширення прав міщан, але не зміг домогтися вільного обрання війта. 1529 року Сигізмунд І підтвердив права магістрату та київських міщан.
У 1530-х роках отримав від великого князя і короля Сигізмунда I привілей на Введенську ниву, що тягнулася за Михайлівською стежкою до Києво-Печерського монастиря. За його каденції відбулося посилення впливу роду Черевчеїв. Про здобутки магістрату в цей час нічого невідомо. Помер у 1540 році, оскільки тоді вже розглядалася його спадщина між синами.

## Родина
- Єсько (Йосип, Йосафат), бурмистр Києва у 1544–1551 роках
- Василь (д/н — бл. 1567), війт Києва
- Федір (д/н — 1581), війт Києва
- Ірина, дружина київського боярина Андрія Онковича